# District de Beilin (Suihua)
Pour les articles homonymes, voir Beilin.
Le district de Beilin (北林区 ; pinyin : Běilín Qū) est une subdivision administrative de la province du Heilongjiang en Chine. Il est placé sous la juridiction de la ville-préfecture de Suihua.